# Mikaniopsis
Mikaniopsis es un género de plantas herbáceas perteneciente a la familia de las asteráceas. Comprende 15 especies descritas y  aceptadas.

## Taxonomía
El género fue descrito por Milne-Redh. in Exell y publicado en Catalogue of the Vascular Plants of Sao Tome 27. 1956. La especie tipo es: Mikaniopsis vitalba (S.Moore) Milne-Redh.

## Algunas especies aceptadas
A continuación se brinda un listado de las especies del género Mikaniopsis aceptadas hasta julio de 2012, ordenadas alfabéticamente. Para cada una se indica el nombre binomial seguido del autor, abreviado según las convenciones y usos.
- Mikaniopsis bambuseti (R.E.Fr.) C.Jeffrey
- Mikaniopsis camarae Lisowski
- Mikaniopsis cissampelina (DC.) C.Jeffrey
- Mikaniopsis clematoides (Sch.Bip. ex A.Rich.) Milne-Redh.
- Mikaniopsis kivuensis Lisowski
- Mikaniopsis kundelungensis Lisowski
- Mikaniopsis maitlandii C.D.Adams
- Mikaniopsis nyungwensis Lisowski
- Mikaniopsis paniculata Milne-Redh.
- Mikaniopsis rwandensis Lisowski
- Mikaniopsis tanganyikensis (R.E.Fr.) Milne-Redh.
- Mikaniopsis tedliei (Oliv. & Hiern) C.D.Adams
- Mikaniopsis troupinii Lisowski
- Mikaniopsis usambarensis (Muschl.) Milne-Redh.
- Mikaniopsis vitalba (S.Moore) Milne-Redh.